# Marcelo José Patelli
Marcello José Reina Patelli (Campinas, 14 de junho de 1968) é um ator e empresário brasileiro.
Conhecido como Marcelo Patelli (com um l a menos em Marcelo) ou Marcelo José no meio artístico, é o segundo Pedrinho da série de televisão Sítio do Picapau Amarelo da Rede Globo, sendo o protagonista do seriado entre 1981 e 1984 (o primeiro da televisão brasileira a fazer o personagem foi o ator Sérgio Rosemberg do Sítio do Picapau Amarelo da série exibida entre 1952 e 1963 pela Rede Tupi). Em 1986, trabalhou na novela Cambalacho.
Em 1987, trabalhou na novela Bambolê e em 1988, na novela Vale Tudo.
Atualmente é um empresário do ramo de turismo.

## Filmografia

### Televisão
| Ano       | Título                   |
| --------- | ------------------------ |
| 1981-1984 | Sítio do Picapau Amarelo |
| 1986      | Cambalacho               |
| 1987      | Bambolê                  |
| 1988      | Vale Tudo                |